# Kraaiennest (winkelcentrum)
Kraaiennest was een winkelcentrum in het zuidoostelijke gedeelte van de Bijlmermeer in Amsterdam-Zuidoost. Het was gelegen onder de Karspeldreef ten oosten van het metrostation Kraaiennest en gesitueerd onder de parkeergarage van Kleiburg. Het winkelcentrum en metrostation werden bij een raadsbesluit van 15 april 1972 vernoemd naar een huis en fort in Breukelen-Sint Pieters en naar een boerderij in Harmelen.

## Geschiedenis
De eerste flatgebouwen in dit gedeelte van de Bijlmermeer werden opgeleverd rond 1970, maar er waren nog geen voorzieningen, zodat de bewoners voor winkels moesten uitwijken naar het veel verder westwaarts gelegen aanloopcentrum. Het aantal flatgebouwen nam gestaag toe en op 30 september 1973 werd het busplatform Kraaiennest geopend. Het winkelcentrum voor de bewoners werd pas in 1976 geopend, een jaar later dan Ganzenhoef en Fazantenhof. Het winkelcentrum was ook van belang voor de nabijgelegen wijk Nellestein, waar geen winkelcentrum was. Het winkelcentrum met ook andere voorzieningen was, conform de voor de Bijlmermeer toen geldende stedenbouwkundige inzichten, gelegen onder de parkeergarage. Naast het winkelcentrum kwam er op de begane grond onder de Karspeldreef en het busplatform een markt en aan de overzijde verscheen de Djame Masdjied Taibah Moskee. Voor het winkelend publiek betekende de ligging onder de parkeergarage dat men droog en zonder gevaar voor het snelverkeer kon winkelen.
In de jaren tachtig werd leegstand in de Bijlmermeer een steeds groter probleem en verloor het winkelcentrum veel klanten. In 1986, toen het nieuwe grote winkelcentrum de Amsterdamse Poort werd geopend, nam de belangstelling voor het winkelcentrum nog verder af en sloten winkels hun deuren, ondanks huurverlaging. Later werd het winkelcentrum na sluitingstijd afgesloten, maar verplaatste de overlast zich naar buiten het winkelcentrum en de parkeergarage.
In 1992 werd besloten tot de vernieuwing van de Bijlmermeer waarbij een aantal flats, maar ook de onder de dreven en parkeergarages gelegen winkelcentra, moest verdwijnen. Fazantenhof en Ganzenhoef waren inmiddels al gesloopt en ook Kraaiennest moest volgen en worden vervangen door een nieuw winkelcentrum. Door vertraging bij de totstandkoming van het nieuwe winkelcentrum liet dit echter nog tot 2012 op zich wachten en daarom kreeg het winkelcentrum nog een opknapbeurt.

## Sloop en nieuwbouw

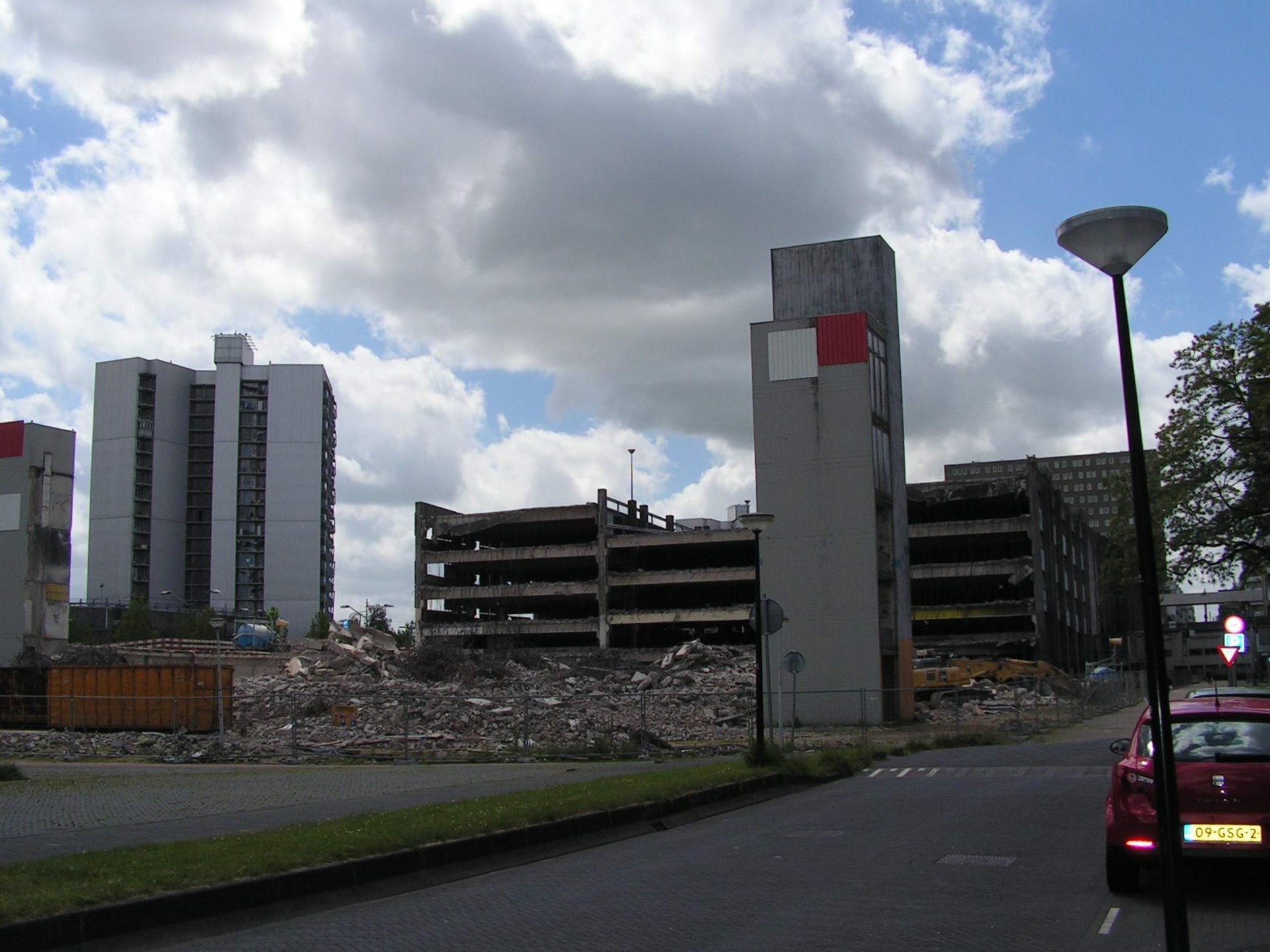
sloop winkelcentrum 2013

Na de verlaging van de Karspeldreef in 2002 werden het busplatform en de parkeergarage van Kruitberg gesloopt. Op die plek, aan de westelijke kant van het in 2009 naar het noorden verplaatste metrostation, werd in 2012 het nieuwe winkelcentrum De Kameleon geopend. Dit winkelcentrum bestaat uit 10.000 m² winkelruimte en vier woontorens met 232 appartementen. Het oude winkelcentrum werd gesloten, maar heeft, in tegenstelling tot Fazantenhof en Ganzenhoef, nog 36 jaar bestaan.
In 2013 begon de sloop van de parkeergarage van Kleiburg, Koningshoef en het oude winkelcentrum. Het terrein bleef voorlopig braak liggen, maar later werd het bezaaid met gras en verschenen er enkele paden en bankjes. Door de economische crisis kwamen verdere bouwplannen stil te liggen, maar sinds het einde van de crisis zijn de voorbereidingen getroffen voor nieuwe bouwplannen langs de Karspeldreef tot de 's-Gravendijkdreef onder de naam "Nieuw Kraaiennest".
Na de sloop is de omgeving onherkenbaar veranderd met veel nieuwbouw. Op dinsdag is er nog steeds een markt tussen het nieuwe winkelcentrum en het metrostation. Het gezondheidscentrum, dat oorspronkelijk zijn ingang had aan het busplatform, maar nu op het maaiveld, staat er nog steeds evenals de moskee.